# Четвертичное оледенение
Четвертичное оледенение (иногда плейстоценовое оледенение) — текущий ледниковый период, начавшийся 2,58 млн лет назад, а также нынешняя фаза более длительного позднекайнозойского оледенения, длящегося последние 34 млн лет. Часто именуется просто «ледниковым периодом», но такое неформальное название также часто применяется только к последней ледниковой эпохе или ко всей плейстоценовой геологической эпохе в целом. Четвертичное оледенение продолжается и в эпоху голоцена, но в настоящее время протекает очередной межледниковый период, характеризующийся частичным отступлением ледников и потеплением климата.
Как и все ледниковые периоды, это оледенение характеризуется появлением обширных ледяных щитов. В настоящее время сохранились лишь гренландский и антарктический ледяные щиты, в то время как остальные (например, лаврентийский) полностью растаяли, оставив после себя ледниковые озёра (например, Великие озёра и Балтийское море).
Основными последствиями четвертичного оледенения стали обширная эрозия суши и аккумуляция минерального материала, изменение речных систем, образование миллионов новых озер (включая образование плювиальных озер вдали от ледников), изменение уровня моря, изостатическая корректировка земной коры, наводнения и аномальные ветры. Сами ледяные щиты, повышая альбедо Земли (то есть количество отражаемого от её поверхности солнечного света), создали предпосылки для дальнейшего охлаждения климата. Всё это сильно изменило окружающую среду и биологические сообщества как на суше, так и в океанах.

## Продолжение в будущем
Начиная с отметки в 20 000 лет назад, началось потепление климата, а уровень моря поднялся на 130 метров. Около 6000 лет назад климат стабилизировался, начался голоценовый климатический оптимум. Именно в это время произошла неолитическая революция, появились первые цивилизации. На основе циклов Миланковича, предполагалось, что постепенное охлаждение климата в течение голоцена продолжалось бы ещё 23 тысячи лет в будущее. При этом следующий ледниковый период, даже если не учитывать человеческий фактор, не начался бы раньше 50 тысяч лет от настоящего времени. По некоторым исследованиям, через 60 тысяч лет продолжавшееся до недавних пор похолодание климата может смениться интерстадиальным периодом, а ледниковый максимум может начаться через 100 тысяч лет от настоящего времени.
В прошлом (1970-е годы) предполагалось, что скоро может начаться новый ледниковый период. Однако, более поздние исследования показали, что из-за изменений в орбите Земли нынешний межледниковый период затянется как минимум на 50 тысяч лет . Более того, из-за антропогенных факторов это межледниковье может затянуться ещё дольше. Если уровень CO2 повысится до 750 ppm (в 2016 году это количество составляло 417 ppm), то межледниковый период продлится около 100 тысяч лет. Некоторые исследования показывают, что следующий ледниковый период вообще не начнётся в обозримом климатическом будущем.